# Добромыслов, Василий Дмитриевич
Добромыслов Василий Дмитриевич (1869—1917) — русский хирург, доктор медицины и профессор.

## Биография
Родился в 1869 годе в семье священника. В 1890 году окончил Калужскую духовную семинарию. На пятом курсе получал  стипендию Восточной Сибири. В 1896 году окончил медицинский факультет Томского университета. Позже работал ординатором Томской госпитальной хирургической клиники, которую возглавлял профессор Эраст Гаврилович Салищев.
После смерти Салищева Добромыслов в 1902 уехал в Санкт-Петербург и по собственному желанию был уволен из Томского университета.
В 1902—1903 годах в лаборатории Ивана Петровича Павлова изучал физиологию пищеварения и защитил диссертацию по теме "Значение желез, выделяющих пепсин в щелочной среде". В 1910 года стал работать профессором кафедры хирургии Киевского университета. В 1913 году работал профессором по кафедре хирургии с топографической анатомией университета Святого Владимира в Киеве.
Добромыслов разработал трансплевральный доступ к пищеводу, который доказал, что в верхней части пищевод более доступен для хирургического вмешательства в правой плевральной полости, а в левой полости — в нижней части. Такой подход создал большой простор при проведении операций. Костномышечно - кожный лоскут обеспечил хорошую герметизацию плевральной полости после операций. Данный доступ широко применяется в клинической практике. Добромыслов применил чресплевральную эзофаготомию для извлечения инородных тел из грудного отдела пищевода и по другим показаниям.
Разрабатывая технику трансплеврального доступа к пищеводу, он прооперировал 17 собак. В 1900 году он провел первую удачную операцию  на собаке. В эксперименте Добромыслов применил искусственную вентиляцию легких через «горлосечную трубку», которая была введена в трахею и соединена с кузнечными мехами. Это позволило успешно проводить подобного рода оперативные вмешательства у собак.
Его идеи продолжили такие хирурги, как Андрей Григорьевич Савиных, Борис Васильевич Петровский, Фёдор Григорьевич Углов, Александр Александрович Вишневский и другие.

## Награды
- Орден Святого Станислава III степени